# U.S. International Classic 2016
U.S. International Classic 2016 – drugie zawody łyżwiarstwa figurowego z cyklu Challenger Series 2016/2017. Zawody rozgrywano od 14 do 18 września 2016 roku w hali Salt Lake City Sports Complex w Salt Lake City.
Wśród solistów zwyciężył reprezentant gospodarzy Jason Brown, natomiast w rywalizacji solistek Japonka Satoko Miyahara. W parach sportowych wygrali Kanadyjczycy Brittany Jones i Joshua Reagan. Tytuł w rywalizacji par tanecznych wywalczyli Amerykanie Madison Hubbell i Zachary Donohue.

## Wyniki

### Soliści
| Poz. | Zawodnik        | Nota łączna | SP | SP    | FS | FS     |
| ---- | --------------- | ----------- | -- | ----- | -- | ------ |
| 1    | Jason Brown     | 254,04      | 2  | 83,18 | 1  | 170,86 |
| 2    | Takahito Mura   | 252,20      | 3  | 82,55 | 2  | 169,65 |
| 3    | Adam Rippon     | 248,24      | 1  | 87,86 | 3  | 160,38 |
| 4    | Brendan Kerry   | 222,40      | 6  | 73,93 | 4  | 148,47 |
| 5    | Nam Nguyen      | 220,55      | 5  | 74,08 | 5  | 146,47 |
| 6    | Ross Miner      | 214,48      | 8  | 71,37 | 6  | 143,11 |
| 7    | Sean Rabbitt    | 209,66      | 7  | 72,45 | 7  | 137,21 |
| 8    | Elladj Baldé    | 207,94      | 4  | 74,32 | 8  | 133,62 |
| 9    | Mitchell Gordon | 200,17      | 9  | 67,25 | 9  | 132,92 |
| 10   | Keiji Tanaka    | 185,98      | 11 | 61,85 | 10 | 124,13 |
| 11   | Andrew Dodds    | 160,54      | 10 | 61,98 | 11 | 98,56  |
| 12   | Jordan Dodds    | 139,44      | 13 | 48,18 | 12 | 91,26  |
| 13   | Bela Papp       | 137,88      | 12 | 52,45 | 13 | 85,43  |

### Solistki
| Poz. | Zawodniczka           | Nota łączna | SP | SP    | FS | FS     |
| ---- | --------------------- | ----------- | -- | ----- | -- | ------ |
| 1    | Satoko Miyahara       | 206,75      | 1  | 70,09 | 1  | 136,66 |
| 2    | Mariah Bell           | 184,22      | 2  | 60,64 | 2  | 123,58 |
| 3    | Karen Chen            | 162,08      | 6  | 51,50 | 3  | 110,58 |
| 4    | Choi Da-bin           | 152,99      | 3  | 58,70 | 5  | 94,29  |
| 5    | Paige Rydberg         | 149,35      | 5  | 52,53 | 4  | 96,82  |
| 6    | Emily Chan            | 139,43      | 4  | 54,22 | 6  | 85,21  |
| 7    | Elizabet Tursynbajewa | 127,06      | 8  | 48,33 | 9  | 78,73  |
| 8    | Aimee Buchanan        | 122,52      | 10 | 37,82 | 7  | 84,70  |
| 9    | Kim Decelles          | 120,41      | 7  | 48,37 | 10 | 72,04  |
| 10   | Lee Seo-young         | 118,08      | 9  | 38,95 | 8  | 79,13  |
| 11   | Yasmine Kimiko Yamada | 92,18       | 11 | 35,11 | 11 | 57,07  |
| 12   | Dimitra Kori          | 91,31       | 12 | 24,97 | 12 | 56,34  |

### Pary sportowe
| Poz. | Zawodnicy                             | Nota łączna | SP | SP    | FS | FS    |
| ---- | ------------------------------------- | ----------- | -- | ----- | -- | ----- |
| 1    | Brittany Jones / Joshua Reagan        | 155,48      | 2  | 55,64 | 1  | 99,84 |
| 2    | Jessica Calalang / Zack Sidhu         | 151,24      | 1  | 58,74 | 2  | 92,50 |
| 3    | Alexandria Shaughnessy / James Morgan | 140,08      | 3  | 47,78 | 3  | 92,30 |
| 4    | Sumire Sutō / Francis Boudreau-Audet  | 122,64      | 4  | 44,48 | 4  | 78,16 |
| 5    | Paris Stephens / Matthew Dodds        | 82,76       | 5  | 33,02 | 5  | 49,74 |

### Pary taneczne
| Poz. | Zawodnicy                              | Nota łączna | SD | SD    | FD | FD     |
| ---- | -------------------------------------- | ----------- | -- | ----- | -- | ------ |
| 1    | Madison Hubbell / Zachary Donohue      | 166,90      | 1  | 64,82 | 1  | 102,08 |
| 2    | Kana Muramoto / Chris Reed             | 151,18      | 2  | 61,10 | 2  | 90,08  |
| 3    | Alexandra Paul / Mitchell Islam        | 141,20      | 5  | 53,94 | 3  | 87,26  |
| 4    | Olivia Smart / Adrià Díaz              | 138,34      | 3  | 57,12 | 5  | 81,22  |
| 5    | Karina Manta / Joseph Johnson          | 137,76      | 6  | 53,60 | 4  | 84,16  |
| 6    | Yura Min / Alexander Gamelin           | 134,74      | 4  | 55,48 | 8  | 79,26  |
| 7    | Alisa Agafonova / Alper Uçar           | 131,76      | 7  | 52,08 | 7  | 79,68  |
| 8    | Danielle Thomas / Daniel Eaton         | 128,64      | 9  | 48,92 | 6  | 79,72  |
| 9    | Tina Garabedian / Simon Proulx-Sénécal | 127,38      | 8  | 51,38 | 9  | 76,00  |
| 10   | Cortney Mansour / Michal Češka         | 120,20      | 11 | 46,22 | 10 | 65,88  |
| 11   | Mackenzie Bent / Dmitre Razgulajevs    | 112,10      | 10 | 46,22 | 12 | 65,88  |
| 12   | Katharina Müller / Tim Dieck           | 109,84      | 12 | 40,58 | 11 | 69,26  |